# ITF Women’s Circuit 2009 (Januar–März)
In den folgenden Tabellen werden die Tennisturniere des ersten Quartals des ITF Women’s Circuit 2009 dargestellt.

## Turnierplan
| Kategorien |
| ---------- |
| $100.000   |
| $75.000    |
| $50.000    |
| $25.000    |
| $10.000    |

### Januar
| Datum 1 | Turnierort    | Siegerin Einzel   | Siegerinnen Doppel                  |
| ------- | ------------- | ----------------- | ----------------------------------- |
| 12.01.  | Boca Raton    | Gabriela Paz      | Alina Schidkowa Darja Kustawa       |
| 12.01.  | Glasgow       | Emma Laine        | Sandra Klemenschits Claudine Schaul |
| 19.01.  | Lutz          | Sharon Fichman    | Kimberly Couts Sharon Fichman       |
| 19.01.  | Wrexham       | Claudine Schaul   | Martina Babáková Iveta Gerlová      |
| 19.01.  | Kaarst        | Sarah Gronert     | Jelena Tschalowa Marina Melnikowa   |
| 26.01.  | Laguna Niguel | Alexa Glatch      | Vanessa Paffrath Darija Jurak       |
| 26.01.  | Hyderabad     | Natela Dsalamidse | Parija Maloo Poojashree Venkatesha  |
| 26.01.  | Grenoble      | Naomi Broady      | Youlia Fedossova Virginie Pichet    |

### Februar
| Datum 1 | Turnierort                              | Siegerin Einzel                   | Siegerinnen Doppel                   |
| ------- | --------------------------------------- | --------------------------------- | ------------------------------------ |
| 02.02.  | Burnie                                  | Abigail Spears                    | Monique Adamczak Abigail Spears      |
| 02.02.  | Belfort                                 | Lucie Hradecká                    | Irina Kuzmina Oksana Ljubzowa        |
| 02.02.  | Sutton                                  | Katie O’Brien                     | Raquel Kops-Jones Renata Voráčová    |
| 02.02.  | Rancho Mirage                           | Julija Wakulenko                  | Natalie Grandin Courtney Nagle       |
| 02.02.  | Vale Do Lobo                            | Nicola Geuer                      |                                      |
| 02.02.  | Mallorca                                | Eloisa-Maria Compostizo-De Andres | Rebeca Bou-Nogueiro Fatima El Allami |
| 09.02.  | Midland Dow Corning Tennis Classic 2009 | Lucie Hradecká                    | Yu Chen Rika Fujiwara                |
| 09.02.  | Cali                                    | Nastassja Jakimawa                | Betina Jozami Arantxa Parra Santonja |
| 09.02.  | Mildura                                 | Abigail Spears                    | Lu Jingjing Sun Shengnan             |
| 09.02.  | Stockholm                               | Tatjana Malek                     | Violette Huck Emma Laine             |
| 09.02.  | Albufeira                               | Darina Šeděnková                  | Lucie Kriegsmannová Darina Šeděnková |
| 09.02.  | Jiangmen                                | Duan Yingying                     | Hao Jie Kao Shao-yuan                |
| 09.02.  | Mallorca                                | Tina Schiechtl                    | Neda Kozić Laura Thorpe              |
| 16.02.  | Surprise                                | Yanina Wickmayer                  | Jorgelina Cravero Jekaterina Iwanowa |
| 16.02.  | Guangzhou                               | Zhou Yimiao                       | Ji Chunmei Liang Chen                |
| 16.02.  | Portimão                                | Sandra Soler-Sola                 | Diana Isaeva Liudmila Nikoian        |
| 23.02.  | Clearwater                              | Julie Coin                        | Lucie Hradecká Michaela Paštiková    |
| 23.02.  | Biberach an der Riß                     | Karolina Šprem                    | Melanie Klaffner Sandra Klemenschits |

### März
| Datum 1 | Turnierort        | Siegerin Einzel      | Siegerinnen Doppel                           |
| ------- | ----------------- | -------------------- | -------------------------------------------- |
| 02.03.  | Sydney            | Zhou Yimiao          | Monique Adamczak Lizaan Du Plessis           |
| 02.03.  | Minsk             | Darja Kustawa        | Ima Bohusch Darja Kustawa                    |
| 02.03.  | Fort Walton Beach | Gabriela Paz         | Alexandra Panowa Tazzjana Putschak           |
| 02.03.  | Lyon              | Zhang Shuai          | Lu Jingjing Sun Shengnan                     |
| 02.03.  | Raʿanana          | Sarah Gronert        | Sarah Gronert Keren Shlomo                   |
| 02.03.  | Buchen            | Korina Perkovic      | Sandra Martinovic Romina Oprandi             |
| 02.03.  | Gizeh             | Oksana Kalaschnikowa | Fatima El Allami Oksana Kalaschnikowa        |
| 09.03.  | Las Palmas        | Emily Webley-Smith   | Lu Jingjing Sun Shengnan                     |
| 09.03.  | North Shore City  | Zhang Ling           | Kim So-jung Ayaka Maekawa                    |
| 09.03.  | Dijon             | Violette Huck        | Amanda Elliott Violette Huck                 |
| 09.03.  | Gizeh             | Galina Fokina        | Galina Fokina Aljona Sotnykowa               |
| 09.03.  | Rom Real          | Karolina Kosińska    | Claudia Giovine Valentina Sulpizio           |
| 16.03.  | Irapuato          | Chanelle Scheepers   | Jorgelina Cravero Veronica Spiegel           |
| 16.03.  | Redding           | Rika Fujiwara        | Hanna Orlik Maša Zec Peškirič                |
| 16.03.  | Teneriffa         | Jelena Bowina        | Sun Shengnan Zhang Shuai                     |
| 16.03.  | Kairo             | Kathrin Wörle        | Anikó Kapros Katalin Marosi                  |
| 16.03.  | Amiens            | Violette Huck        | Olga Brózda Magdalena Kiszczyńska            |
| 16.03.  | Bath              | Stephanie Vongsouthi | Stefania Boffa Anna Fitzpatrick              |
| 16.03.  | Hamilton          | Ayu-Fani Damayanti   | Kim So-jung Ayaka Maekawa                    |
| 16.03.  | Pomezia           | Darja Kustawa        | Simona Dobrá Karolina Kosińska               |
| 16.03.  | Lima              | María Emilia Salerni | Lucia Jara-Lozano María Emilia Salerni       |
| 23.03.  | Jersey            | Katie O’Brien        | Maria-Elena Camerin Stéphanie Foretz         |
| 23.03.  | Hammond           | Kristie Ahn          | Surina De Beer Lilia Osterloh                |
| 23.03.  | Moskau            | Witalija Djatschenko | Witalija Djatschenko Kazjaryna Dsehalewitsch |
| 23.03.  | La Palma          | Anastasija Sevastova | Lu Jingjing Sun Shengnan                     |
| 23.03.  | Kōfu              | Misaki Doi           | Shūko Aoyama Akari Inoue                     |
| 23.03.  | Wellington        | Kim So-jung          | Kim So-jung Ayaka Maekawa                    |
| 23.03.  | Latina            | Zuzana Ondrášková    | Katalin Marosi Marina Tavares                |
| 23.03.  | Lima              | Bianca Botto         | Patrícia Verešová Zuzana Zlochová            |
| 23.03.  | Metepec           | Maria Irigoyen       | Dominika Diešková Kateřina Kramperová        |
| 23.03.  | Gonesse           | Julia Babilon        | Olga Brózda Magdalena Kiszczyńska            |
| 30.03.  | Chanty-Mansijsk   | Jewgenija Rodina     | Ksenija Mileuskaja Lessja Zurenko            |
| 30.03.  | Latina            | Julia Schruff        | Alberta Brianti Julia Schruff                |
| 30.03.  | Pelham            | Rossana de los Ríos  | Daniëlle Harmsen Kim Kilsdonk                |
| 30.03.  | Belek             | Samantha Schoeffel   | Sopia Kwazabaia Awgusta Zybyschewa           |
| 30.03.  | Lima              | Bianca Botto         | Carla Beltrami Maria Irigoyen                |